# 古邰国遗址
古邰国遗址位于中国陕西省咸阳市杨陵区李台街道圪垯庙村南侧及揉谷镇法禧村（原属扶风县），今杨陵南站旁，1957年以“圪垯庙遗址”之名被列为第二批陕西省文物保护单位，1988年确定为古邰国遗址，2013年被列为第七批全国重点文物保护单位。
遗址于1956年被发现，位于圪垯庙村南200米的渭河北岸二级台地上，东临杜家坡，西至店北后村东100米，南与永安村相接，北至圪垯庙，东西长1500米，南北宽500米，总面积约75万平方米，文化层厚约2米。在遗址上发现有多处灰坑、陶窑遗迹、秦汉作坊遗址及战国、秦汉古墓群，采集到的文物有仰韶文化及龙山文化的陶器。根据出土的文物及文献记载，可以确定这里是古邰国所在地。有邰氏是一个较大的原始氏族集团，其首领弃（后稷）被尊为中国农业的始祖。秦孝公在此地设置邰县，东汉初并入眉县。